# حزب الاتحاد الديمقراطي (سوريا)
حزب الاتحاد الديموقراطي PYD (بالكردية: Partiya Yekîtiya Demokrat) حزب سياسي كونفدرالي ديمقراطي تأسس في 20 سبتمبر 2003 في شمال سوريا، ويعمل في المناطق التي يعيش فيها الكرد في سورية. وهو عضو مؤسس لهيئة التنسيق الوطنية للتغيير الديمقراطي، ويصفه مركز كارنيجي للشرق الأوسط بأنه «أحد أهم أحزاب المعارضة الكردية في سوريا». يعتبر الحزب السياسي الرائد بين كرد سوريا. تأسس حزب الاتحاد الديمقراطي كفرع سوري من حزب العمال الكردستاني في عام 2003، ولا تزال المنظمتان مرتبطين بشكل وثيق من خلال اتحاد مجتمعات كردستان.

## حقوق الإنسان في المناطق الواقعة تحت سيطرة الحزب
أصدرت منظمة مراسلون بلا حدود تقريراً مفصلاً تحت عنوان «وسائل الإعلام في مناطق سيطرة الأكراد في سورية، بين مطرقة الاتحاد الديمقراطي وسندان الأسايش» أدانت فيه تصرفات حزب الاتحاد الديمقراطي واصفة إياها بأنها انتهاك لحقوق الإنسان واتهمتها بقيامها باعتقالات واسعة بحق الناشطين الكرد والعرب المعارضين للنظام السوري أو لتصرفاتها.

## وصلات خارجية
- الموقع الرسمي
- وسائل الإعلام في مناطق سيطرة الأكراد في سورية، بين مطرقة الاتحاد الديمقراطي وسندان الأسايش